# 東禅寺 (千葉県多古町)
東禅寺（とうぜんじ）は、千葉県香取郡多古町寺作にある寺院。山号・院号は土橋山阿弥陀院、本尊は阿弥陀如来。現在は、小堂宇の建つ跡地と墓地などを残して移転し、真言宗室生寺派に属する。

## 概要
1900年（明治33年）刊の『香取郡誌』には、「土橋山阿弥陀院と称し、往時七百五十坪あり。寺伝にいう、天平三年唐鑑真の開基するところなりと。」とされ、千葉氏の拠点所領であった千田荘の中心に位置し、往時は下総国の文化最先端の寺院であり、鎌倉極楽寺や金沢称名寺とならび奈良西大寺叡尊によってもたらされた南都教学の東国における拠点であった。だが元弘3年（1333年）鎌倉幕府とともに金沢北条氏が滅び、折りしも勃発した南北朝の戦いに際し北朝方に付いた千葉胤貞と宮方に付いた貞胤の家督を巡る騒乱などがあり、こうした戦乱により外護者を失った当寺は衰退を余儀なくされた。
その後、康正元年（1455年）には享徳の乱で馬加康胤に攻められた千葉胤直が、当寺の本堂とされる土橋の如来堂で自害し、千葉氏宗家は滅亡した。墓地には、胤直とその一族を供養する7基の五輪塔が残されており、このうち胤直の墓は、1976年（昭和51年）10月26日付で多古町指定史跡に指定されている。
近世に入り貞享年間（1684年～1687年）火災によって朱印状を失い寺領を没収されたが村民によって護持された。天明・寛政年間（1781年 – 1800年）の「寺門本末帳」によれば広済寺の門徒寺院として「香取郡土橋村東善寺」と見える。
明治維新後衰微し、現在は千葉胤直などの五輪塔群のほかは、小堂宇と宝暦6年（1756年）建立の「土橋東禅寺」と刻まれる石標1基のみを残し移転したが、かつてあった寺の梵鐘銘に「天平年中鑑真開山」とあり天平年中（729年 - 767年）に鑑真を開山として創建されたと知れ、また金沢文庫文書により、本如房湛睿律師が当寺の住持であったことがわかる。